# Single (Canadian Football)
Der Single (auch Rouge) ist ein Punktgewinn im Canadian Football. Er hat den Wert eines Punktes. Er wird erzielt, indem der Ball durch einen Punt, Kickoff oder nach einem verschossenen Field Goal in die gegnerische Endzone geht oder mit Ausnahme des Kickoffs durch die Endzone ins Aus fliegt und nicht aus dieser herausgetragen oder geschossen wird. Es ist die einzige Form des Punktgewinns, die es in der verwandten Sportart American Football nicht gibt. In der Rollstuhlvariante von Canadian Football gibt es keinen Single. Nach einem Single beginnt die Mannschaft, gegen die der Punkt erzielt wurde, ihre Angriffsserie an der eigenen 35-Yard-Linie.

## Rekorde
In der Canadian Football League (CFL) erzielten die Edmonton Eskimos 1986 und die Toronto Argonauts 1985 mit je 33 Singles die meisten in einer Saison. Die meisten Singles in einem Spiel erzielten die Hamilton Tigers mit acht in zwei Spielen in den 1930ern. Die meisten Singles durch Punts in einer Saison erzielten mit 22 die Saskatchewan Roughriders 1951 und 1956 und die Toronto Argonauts 1986. Die meisten Singles durch Kickoffs erzielten die Argonauts 1983 mit neun. Die meisten Singles in einem Grey Cup erzielte 1909 mit zehn die Mannschaft der University of Toronto.
Die meisten Singles in einer Karriere erzielte Lui Passaglia für die BC Lions zwischen 1976 und 2000 mit 309. Er hält ebenfalls den Rekord für die meisten Singles in einem Spiel, nachdem er am 1. August 1985 in einem Spiel gegen die Argonauts sechs Singles erzielte. Die meisten Singles in einer Saison erzielte Tom Dixon, der 1986 alle 33 Singles für die Eskimos erzielte. Der Rekordhalter für die meisten Singles durch Kickoffs in einer Saison ist Hank Ilesic, der 1983 für die Argonauts neun erzielte. Die meisten Singles in einem Grey Cup erzielte Hugh Gall, als er 1909 acht der zehn Singles erzielte.

## Statistisches
In der CFL-Saison 2016 wurden insgesamt 94 Singles erzielt. Davon wurden 41 nach Punts erzielt, 34 nach verschossenen Field Goals und 19 nach Kickoffs. Bei 981 Punts entspricht dies einer Quote von 4,1 % und bei 698 Kickoffs einer Quote von 2,72 %.